# 萨拉米斯

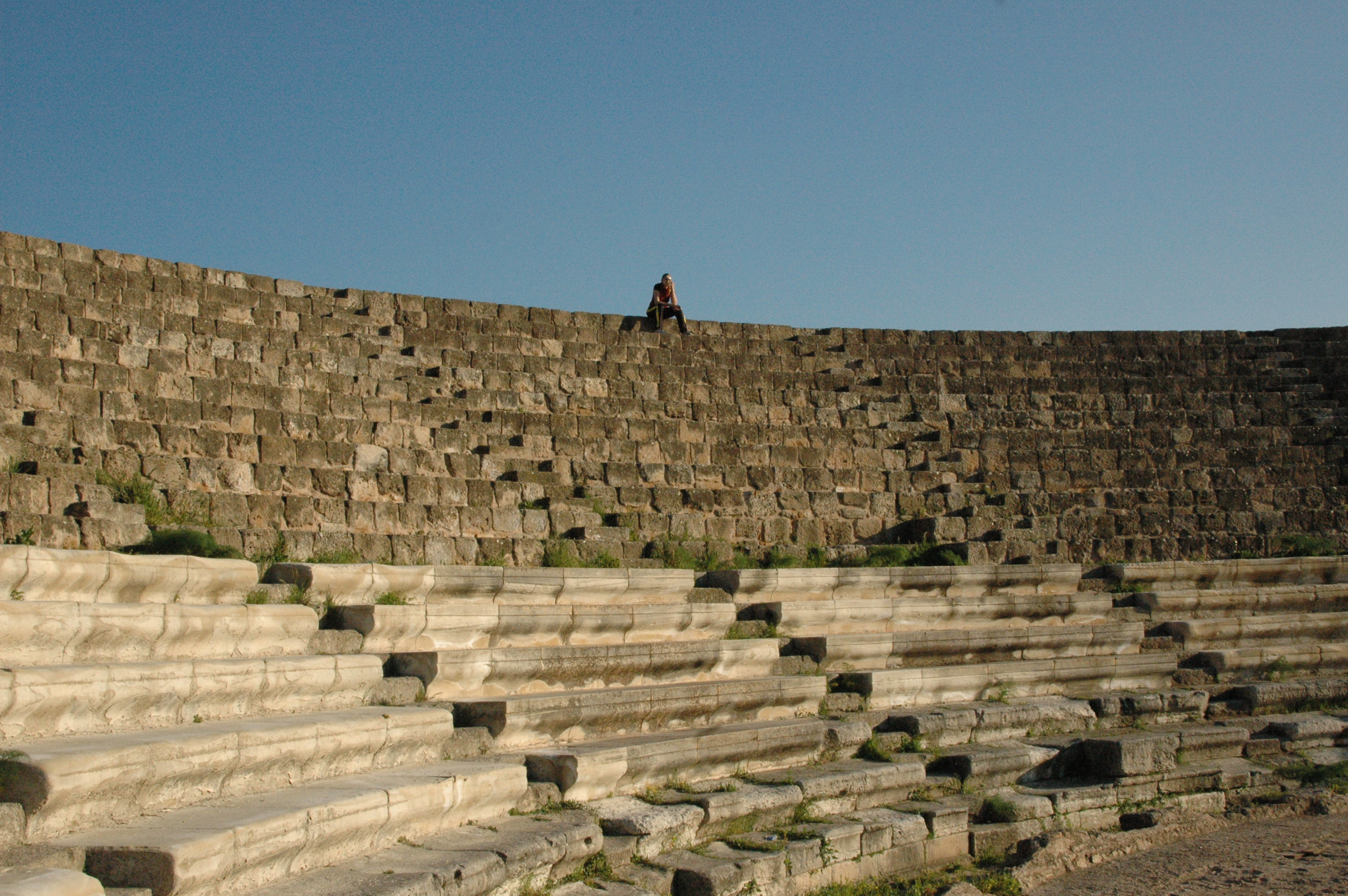
萨拉米斯剧场

萨拉米斯，古希腊城邦，位于塞浦路斯东海岸派迪亚斯河河口处，今法马古斯塔（阿莫霍斯托斯）以北6公里处。

## 历史
萨拉米斯最早的考古发现可上溯到公元前11世纪（后青铜器时代三期）。